# Official History of Australia in the War of 1914–1918
L'Official History of Australia in the War of 1914–1918 est une série de 12 volumes qui traite de la participation de l'Australie à la Première Guerre mondiale. La série a été éditée par C. E. W. Bean, qui a également écrit six des volumes et a été publiée entre 1920 et 1942. Les sept premiers volumes traitent de la force impériale australienne tandis que les autres volumes traitent de la force expéditionnaire navale et militaire australienne à Rabaul, de la Royal Australian Navy, de l'Australian Flying Corps et du front intérieur ; le dernier volume est un dossier photographique.
Contrairement à d'autres histoires officielles qui ont été destinées au personnel militaire, Bean a voulu que l'histoire australienne soit accessible à un public non militaire. La taille relativement réduite des forces australiennes a permis de présenter l'histoire de manière très détaillée, en donnant des comptes rendus d'actions individuelles qui n'auraient pas été possibles en couvrant une force plus importante. Bean a consacré plus de 100 pages à la bataille de Fromelles, une action relativement modeste destinée à faire diversion pendant la bataille de la Somme, qui a duré une nuit et a impliqué la 5e division australienne. Fromelles était également la première fois où la Première Force impériale australienne (AIF) était en action sur le front de l'Ouest et dont les Australiens on payé un lourd tribut, avec 5 533 hommes tués, blessés ou capturés.

## Volumes

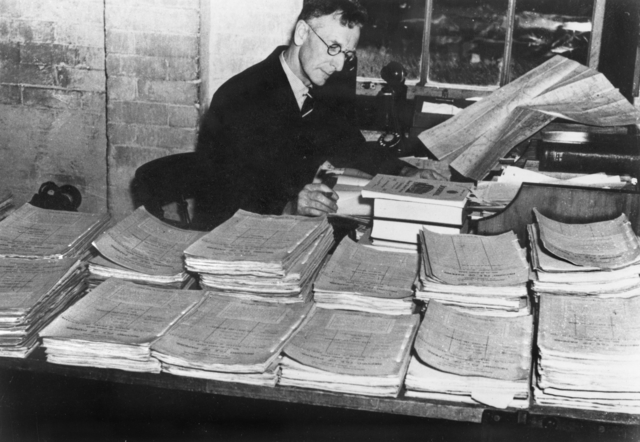
CEW Bean étudie les documents de l'armée tout en travaillant sur l'histoire officielle en 1935

- Volume I – The Story of Anzac: the first phase, C.E.W Bean, 1921
- Volume II – The Story of Anzac: from 4 May, 1915 to the evacuation, C.E.W Bean, 1924
- Volume III – The Australian Imperial Force in France: 1916, C.E.W Bean, 1929
- Volume IV – The Australian Imperial Force in France: 1917, C.E.W Bean, 1933
- Volume V – The Australian Imperial Force in France: December 1917 – May 1918, C.E.W Bean, 1937
- Volume VI – The Australian Imperial Force in France: May 1918 – the Armistice, C.E.W Bean, 1942
- Volume VII – The Australian Imperial Force in Sinai and Palestine: 1914 – 1918, H.S. Gullett, 1923
- Volume VIII – The Australian Flying Corps: 1914 – 1918, Frederic Morley Cutlack, 1923
- Volume IX – The Royal Australian Navy: 1914 – 1918, Arthur W. Jose, 1928
- Volume X – The Australians at Rabaul, Seaforth Simpson Mackenzie, 1927
- Volume XI – Australia during the War, Ernest Scott, 1936
- Volume XII – Photographic Record of the War

## Autres volumes
The following volumes are: Official History of the Australian Army Medical Services, 1914–1918 also considered by the Australian War Memorial to be Volumes XIII, XIV & XV of the Official History.
- Volume I – Gallipoli, Palestine and New Guinea (2nd edition, 1938)
- Volume II – The Western Front (1st edition, 1940)
- Volume III – Special Problems and Services (1st edition, 1943)

Following the publication of the final volume, Bean compiled Anzac to Amiens, a condensed history in one volume aimed at the general public, which was published in 1946. This was followed in 1948 by Gallipoli Mission which detailed how he and his team had researched what had happened in Gallipoli.